# 南風吹く丘で
『南風吹く丘で』（みなみかぜふくおかで）は、スターダストレビュー44枚目のシングル。2004年10月27日に発売された。アルバム『AQUA』

## 収録曲
（特記以外）全作詞・作曲：根本要
1. 南風吹く丘で
作詞：Sons Of Hawk
編曲：矢代恒彦
ミュージックシティ天神 2004 イメージソング
ベスト電器CMソング
2. My pride, your pride 〜Live Version〜
3. Step by step 〜Live Version〜
4. 南風吹く丘で （Instrumental）